# Degli ulivi, delle ulive, e della maniera di cavar l'olio
Degli ulivi, delle ulive, e della maniera di cavar l'olio  è un trattato sull'olivicoltura scritto da Giovanni Presta e pubblicato presso la Stamperia Reale, a Napoli nel 1794.

## Lingua
Presta rispetto ad altri scrittori dell'epoca usa un linguaggio molto più elaborato, un lessico selezionato e con precisi intendimenti stilistici. Fa uso di espressioni letterarie, di termini dotti, di parole toscane ma anche di termini dialettali accompagnati dalla spiegazione e dal loro significato.

## Dedica
La lettera dedicatoria fu scritta a Gallipoli nel 1793. Come aveva promesso nella Memoria intorno a sessantadue saggi diversi di olio, l'autore dedicò anche questo lavoro a Ferdinando IV, re delle Due Sicilie. Nella lettera dedicatoria Presta affermò di essere in grado di produrre dell'olio che sarebbe riuscito a far tornare prestigio al territorio per la sua alta qualità e scrisse al re che qui avrebbe descritto le tecniche di produzione dell'olio.

## Prefazione
Presta all'inizio dell'opera dimostrò subito il suo carattere illuministico, poiché basò ancora una volta il suo lavoro sullo studio e sugli esperimenti. All'epoca l'olio prodotto nel Salento era considerato tra i migliori, tanto che l'olio salentino era tra i più rinomati come quelli di Provenza e di Lucca. La sua qualità dipendeva anche dall'efficacia del frantoio salentino. Presta analizzando i frantoi delle altre zone notò i loro difetti e non riuscì a trovare un frantoio migliore della “macina verticale” usata nel Salento. A suo dire, il frantoio fiorentino era difettoso in quanto solcato, mentre quello Genovese e quello Provenzale erano di taglio strettissimo.

## Testo dell'opera

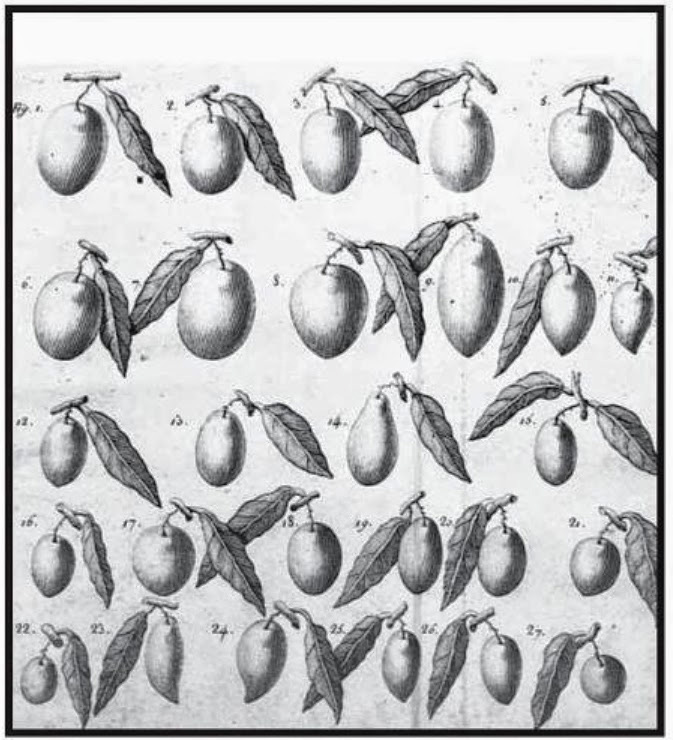
Tavola raffigurante le diverse varietà di olive tratta dal volume

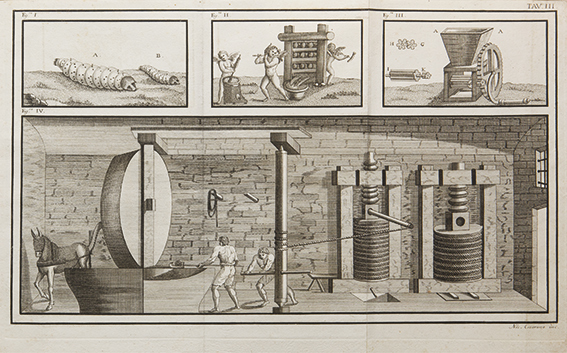
Tavola che mostra macchinari per l'estrazione olio di oliva

È diviso in tre parti con quattro tavole illustrate:

### Dell'ulivo
Il tema scelto nella prima parte dell'opera è l'albero di olivo. Presta aprì il trattato con una descrizione di questa pianta, dicendo che per quanto riguarda la sua utilità sicuramente tra tutte l'olivo era il migliore: “di quanti mai vi son'alberi finor noti sopra la terra, se si ha riguardo all'utilità, che ciascun arreca, si può dire senza fallo, che l'Ulivo è il migliore tra tutti, l'Ulivo è il primo tra tutti, l'Ulivo è il Re”. In questa prima parte c'era un riferimento ai tempi antichi e si confermava la sua tesi, infatti i Greci consideravano l'ulivo una pianta “divina”. L'ulivo, diceva Presta, era una delle piante che vivevano più a lungo, sicuramente alcuni secoli, e riporta diverse metodi di propagazione:
- la “propaggine”, tecnica approvata da Catone consisteva nel ricoprire con terreno un ramo ancora attaccato alla pianta madre lasciando scoperta la parte apicale del ramo. Presta diceva di non aver mai utilizzato questo metodo in quanto vi erano mezzi molto più facili ed economici.
- la “talea”, metodo molto usato, consisteva nel tagliare una piccola porzione di ramo per farla radicare;
- i “piantoni”, preferiti dai Romani, erano rami emessi dalla pianta nella zona del colletto o delle radici. Di questi si sceglievano quelli provvisti di radici pronti per essere piantati.
- i “Curmoni”, voce che deriva dal greco, erano olivastri adulti tagliati all'altezza delle branche più grosse e innestati nel posto stesso in cui venivano tagliati. Dopo 2-3 anni si estirpavano e si trapiantavano.
- gli “uovoli” (ovoli), già accennati da Lucio Giunio Moderato Columella e usati dai calabresi con il nome di “topparelle”, sono protuberanze (iperplasie) alla base dell'olivo asportate e piantate;

Dei metodi di propagazione dell'olivo elencati dal Presta, due sono quelli oggi utilizzati dai vivaisti: 
- la talea (autoradicazione di talee semilegnose);
- l'innesto (propagazione per seme e successivo innesto).

Presta continuava analizzando il comportamento dei contadini e riportando le cause dei principali danni che l'ulivo poteva subire:
- “la seccagione pel freddo”, considerato il più grande nemico dell'olivo.
- “il mal della Brusca” che in passato colpiva solo gli ulivi "Ogliaroli" tipici del Salento. Malattia oggi quasi scomparsa che interessa le foglie dove causa disseccamenti parziali di colore rosso mattone.
- "i Gozzi, o Gobbe dai Greci appellate Gongri, da noi Testuggini", che nascono sul tronco dell'albero. Probabilmente il Presta si riferisce alla rogna dell'olivo, malattia causata da un batterio, che si presenta con tubercoli di dimensioni variabili sui giovani tronchi e sui rami.
- “la Ragia”, che esce o da qualche ramo o da qualche forellino.
- “il Musco”, presente sul tronco e sui rami dell'albero.

L'autore riporta anche alcuni esempi dei principali insetti che arrecano danni all'olivo:
- le “Cantarelle”, che si trovano anche sulle Querce ma prendono soprattutto di mira l'olivo di cui rovinano le foglie e i fiori. Nome popolare di insetti Coleotteri del genere Cantaride. Attualmente non si riscontrano sull'olivo.
- il “Verme roditore” che si nutre del legno del tronco e dei rami logorandoli. Insetto appartenente all'ordine dei Lepidotteri con il nome comune di rodilegno giallo.
- il morbo “Araneum o Bombacella” che impedisce l'apertura dei fiori. Insetto Rincote che forma ciuffetti cotonosi bianchi sugli organi colpiti.
- il “kermes”, piccolo insetto che nasce sulla parte inferiore della foglia e in seguito si attacca al ramo dell'ulivo, rendendo la pianta molto debole. Cocciniglia dell'olivo che provoca il disseccamento di rami e foglie.

### Dell'ulive
Nella seconda parte l'autore riporta un elenco dei vari tipi di olive scoperti nel Salento: “così da anno in anno in questi nostri uliveti osservando mi è riuscito di rinvenircene non meno di cinquanta sorte diverse, e le anderò qui ad una ad una or dicendo, e parlerò poi di molte delle medesime, alloracché di preciso esaminerò quali siano le ulive fornite di maggior quantità di olio, e quali il versar più delicato, e più fine, il che è stato uno dei più importanti miei scopi". 
Le varietà di olive illustrate vengono descritte per peso lunghezza e colore, ma anche per quantità e qualità di olio prodotto:
- l'oliva grossa ovale detta “uliva grossa” o “uliva di Spagna”, chiamata dai Greci e dai Latini “Orcas, Orchis, Orchitis”. La sua polpa è “soda”e produce un olio molto delicato.
- L'oliva chiamata dai tarantini la “Mennella”e dal resto dei salentini “minna o minnedda”. Essa produce poco olio.
- La “Mennella” presenta una varietà molto più piccola che l'autore chiamò “piccola mennella”, che ha un sapore quasi dolce.
- L'oliva “Cerasola” di Tricase, la quale matura è di colore rossastro ed ha una forma a pendente. Essa scarseggia di olio.
- L'oliva chiamata da Presta “uliva albicocca” in quanto è composta da due metà formate a cucchiaio come un'albicocca. Questa oliva non è adatta per produrre olio in quanto olio prodotto sarebbe di scarsa qualità.
- “L'uliva Baresana”, così chiamata perché giunse per la prima volta da Bari. È molto nera, tenerissima e piena di polpa. Produce molto olio.
- La “Pasola”, anticamente “Pausia, Posia, e Posea”. Si divide in tonda dolce, tonda amara, ovale dolce e ovale amara.
- La “”Cornolara, o Corniola” che si divide in maggiore, minore, e piccola “Cornolara”. Scarseggia di olio però il suo olio mantiene un buon sapore per molti anni.
- L'oliva “Manna”, piccola e di sapore molto dolce, molto simile per il colore e la figura all'oliva “Ogliarola”.
- L'oliva detta “Cellina legittima”, “di un nero vivissimo, e lustro, quandocchè sia perfettamente matura”. Quest'ultima, conosciuta anche con altri nomi, Morella, Saracena, Scuranese, Cellina di Nardò ecc. , insieme all'Ogliarola è la varietà più coltivata oggi nel Salento.

Presta riporta anche altre varietà di olive e tra queste le tre olive di origine toscana quelle "dell'infrantoio", del "coraggiuolo" e del "moraiuolo", affermando che “l'infrantoia” è la migliore razza di ulivo.

### Della maniera di cavar l'olio
La terza parte illustra i metodi utilizzati per ricavare l'olio. Scrive il Presta che la prima maniera di cavar l'olio sia stata quella di spremere le olive con le mani oppure con i piedi. Sembra che in questo modo l'olio sia stato scoperto e il primo uso fu quello di spalmarlo sulla pelle e di usarlo come condimento per i cibi. In seguito venne molto utilizzato per illuminare le strade accendendo le fiaccole. I Greci, invece, utilizzavano il “Trapetum”, ritenendo che la tecnica sopra descritta fosse una grande perdita di tempo. Secondo il Presta il Trapetum dei Greci era il frantoio che nel 1780 fu ritrovato negli scavi di Stabia. Il frantoio usato a Firenze era molto difettoso rispetto agli altri paesi che usavano la più efficace macina verticale non solcata. Dopo aver parlato del frantoio antico l'autore si sofferma sul torchio o strettoio “a' tempi di Plinio inventatosi”, utilizzato per la spremitura della pasta dalla quale si ottiene l'olio. Nel capitolo IV della terza parte egli descrive la struttura e l'uso del torchio, soffermandosi in particolare sulla forza necessaria per azionare il torchio a due viti e il torchio a una vite. Si può tranquillamente affermare, senza paura di essere smentiti che per migliorare la produzione dell'olio è fondamentale l'azione dell'uomo. È questo il motivo per cui Presta descrive le macchine e gli strumenti utilizzati per estrarre l'olio in maniera molto accurata. La terza parte è sicuramente la più importante perché ricca di avvertimenti intorno al frantoio e intorno alle olive usate per la produzione dell'olio.